# ピーボディ (マサチューセッツ州)
ピーボディ（ピーバディ、英: Peabody、[ˈpiːbədi]）は、アメリカ合衆国マサチューセッツ州のエセックス郡にある都市。人口は5万4481人（2020年）。ボストンの北東20キロメートルに位置している。

## 歴史
ピーボディとなった地域は当初ノースフィールズ、ザ・ファームズ、ブルックスビーなどと呼ばれており、1626年頃にセイラムの領域の一部として入植された。セイラム自体も1626年に入植され、1629年には法人化された。1752年、この地域はセイラムから分離し、ダンバースの一部として法人化された。通常は「サウス・パリッシュ」と呼ばれており、中央（現在のピーボディ広場）にある教会を中心にしたものだった。1855年、ダンバースから分離して、同年5月18日にはサウスダンバースとして法人化された。町名は1868年4月30日に、著名な慈善事業家ジョージ・ピーボディにちなみピーボディと改名された。1916年には市として再度法人化された。
1692年のセイラム魔女裁判のとき、石責めの刑で唯一殺されたジャイルズ・コリーは、この地に農園を持ち、クリスタル湖に隣接する妻の隣に埋葬された。

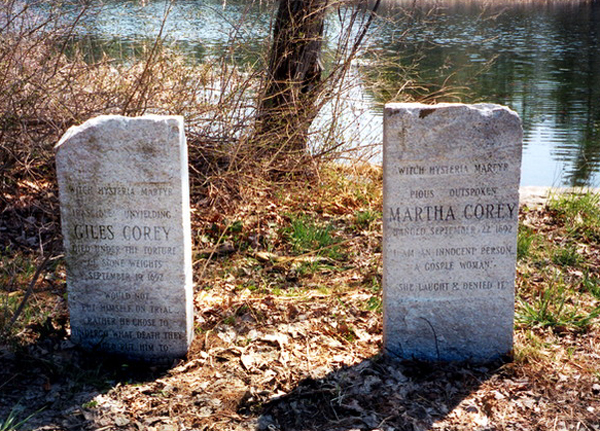
クリスタル湖傍のコリーの墓所

1915年10月28日朝、中心街チェスナット通り沿いにあるセント・ジューンズ学校の火事で、21人の女生徒が死んだ。この21人は火事が鎮まった後に見つかり、互いに身を寄せ合って、識別もできないほど焼けており、入り口の反対側にいて、もう少しで脱出できるところまできていた。教師は全員脱出できていた。生徒たちの死はピーボディで民間で弔われ、多くの者は悲劇を忘れようとしたので、その後滅多に語られることもなかった。このことでピーボディは、全てのドアが押せば開く方式でなければならないと法で定めた最初の都市になった。
ピーボディの町は農業社会として始まった。ただ、町は河川が合流する地点に形成されており、豊富に水が得られたので、その水力で動かされる工場を惹きつけた。特にニューイングランドの革製品産業の大きな中心地となり、皮なめし業は20世紀後半に入るまで市経済の基盤となっていた。一方で、皮なめし剤としてクロムのような重金属も使用された。工場はその後閉鎖されたが、地元では革の都市あるいは皮なめしの都市と呼んでおり、高校の運動チームの名前もタナーズである。
皮なめし工場が無くなったことはピーボディの経済にとって打撃だったが、市は工業基盤の喪失を、少なくとも部分的に他の形態の経済発展で補ってきた。20世紀初期、自動車の勃興時代には真鍮時代の会社コーウィン・マニュファクチャリング・カンパニーがあった。当初のノースショア・ショッピングセンター、後のノースショア・モールは地域最大級のショッピングモールである。1958年にオープンし、現在は市最大の納税者となっている。市の中央にある産業団地のセンテニアル・パークには、医療や技術の会社を幾つか誘致してきた。
一方、ウェストピーボディは1950年代まで大半が農地に利用されていたが、その後は中上流階級の住宅地として開発されてきた。
市が管理する歴史ある農園のブルックスビー農園は、広さ275エーカー (1.11 km²) の作業農園と保護地域であり、長年人気ある観光地の1つにもなっている。
市内には、プロ用ゴルフコースのある民間カントリークラブであるセイラム・カントリークラブがある。1954年と1984年には全米女子オープンが、2001年には全米シニアオープンが開催された。

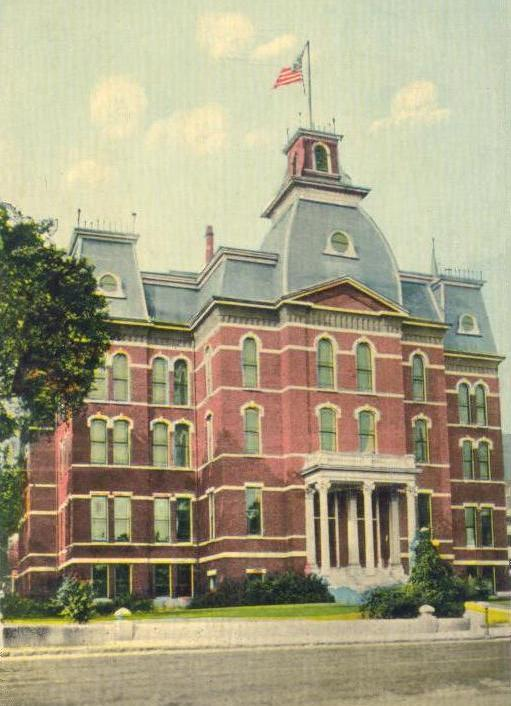
市役所、1912年
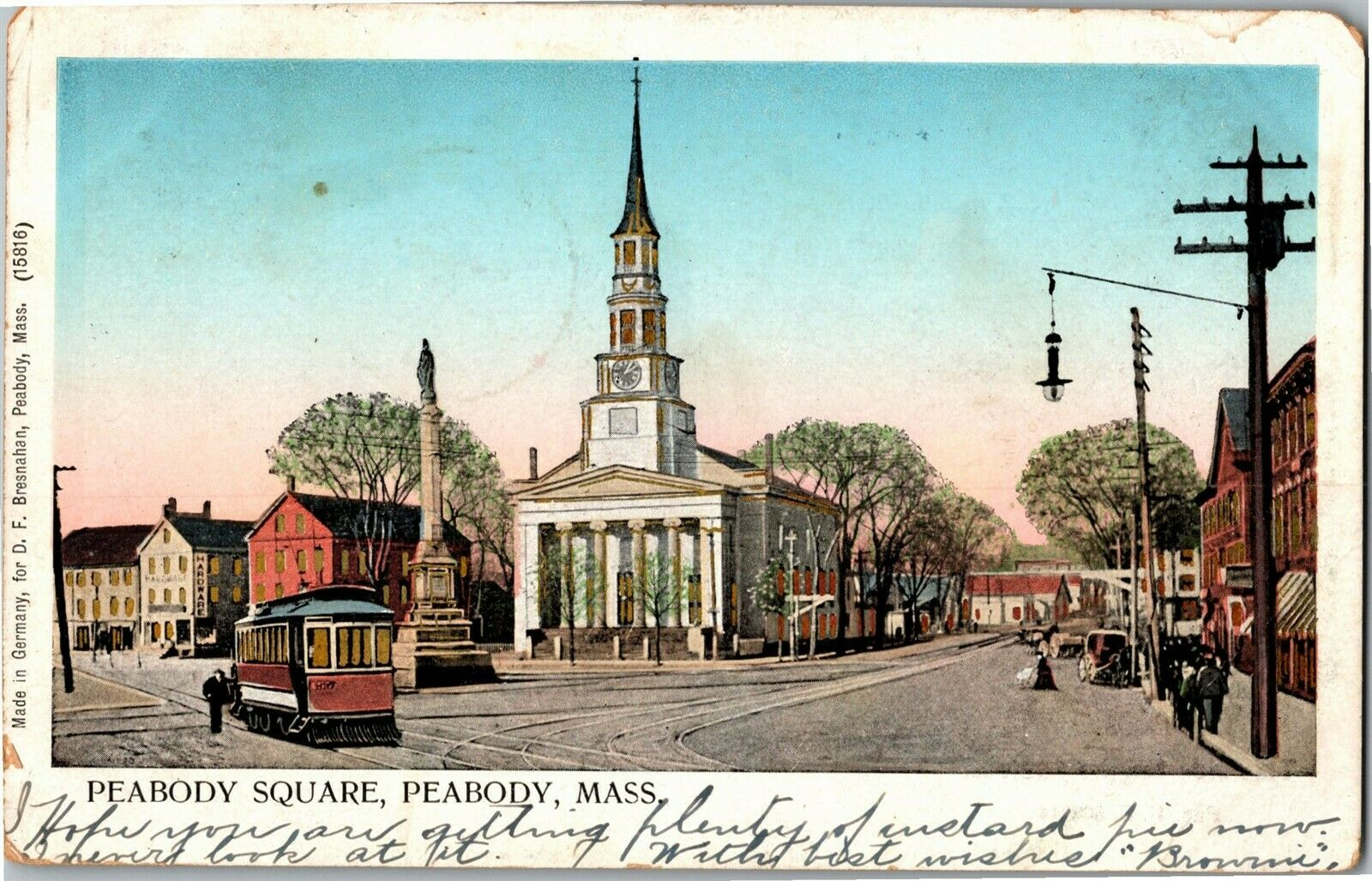
ピーボディ広場、1906年頃
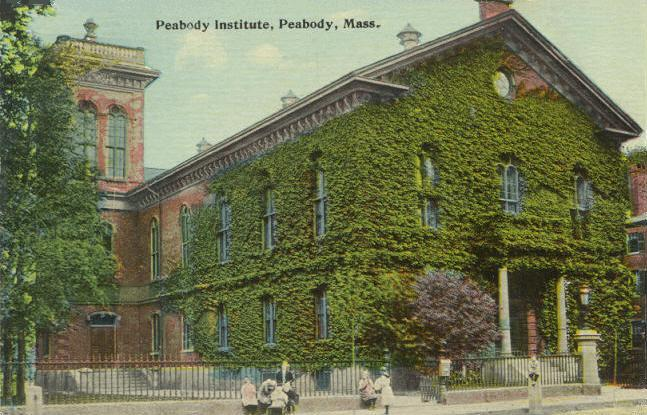
ピーボディ図書館、1912年頃

## 地理
ピーボディ市は北緯42度32分3秒 西経70度57分41秒 / 北緯42.53417度 西経70.96139度 (42.534045, -70.961465)に位置している
アメリカ合衆国国勢調査局に拠れば、市域全面積は16.8平方マイル (43.5 km2)であり、このうち陸地16.2平方マイル (42.0 km2)、水域は0.58平方マイル (1.5 km2)で水域率は3.46%である。ピーボディ市の北西境界はイプスウィッチ川沿いにあり、それには小川が流れ込んでいる。ダンバース川の支流であるウォーターズ川は市の北東部を流れている。他に池が幾つかと、サントーグ湖の一部が市域に入っている。市内最大の保護地域はブルックスビー農園であり、その中にナサニエル・フェルトン邸が建っている。
市域は楔形をしており、市の中心は幅のある南東端にある。サウスピーボディ地区がその南にあり、さらに郊外化されたウェストピーボディ地区が市中心の北西にある。高規格道路越しにプロクター地区がある。ピーボディの中心は、セイラム市の中心から2マイル (3 km)、ボストン市の北東15マイル (24 km)、グロスター市の西南西18マイル (29 km)、ローレンス市の南東18マイル (29 km) にある。ピーボディ市の北はミドルトン町、北東はダンバース町、東はセイラム市、南西はリン市、西はリンフィールド町に接している。

## 人口動態
以下は2010年国勢調査による人口統計データである。
| 基礎データ - 人口: 51,867 人（2012年データ） - 人口密度: 1,133.1人/km2（3,087.3 人/mi2）（2012年データ） - 住居数: 18,898 軒 - 住居密度: 669.3軒/km2（1,733.6 軒/mi2） 人種別人口構成 - 白人: 87.0% - アフリカン・アメリカン: 1.5% - アジア人: 2.4% - その他の人種: 1.83% - 混血: 1.2% - ヒスパニック・ラテン系: 8.0% - ドミニカ系：2.7% - プエルトリコ系：1.3% - メキシコ系：0.3% - コロンビア系：0.2% 年齢別人口構成 - 18歳未満: 22.3% - 18-24歳: 6.2% - 25-44歳: 29.4% - 45-64歳: 24.7% - 65歳以上: 17.4% - 年齢の中央値: 41歳 - 性比（女性100人あたり男性の人口） - 総人口: 91.9 - 18歳以上: 88.7 | 世帯と家族（対世帯数） - 18歳未満の子供がいる: 29.7% - 結婚・同居している夫婦: 55.9% - 未婚・離婚・死別女性が世帯主: 10.4% - 非家族世帯: 30.1% - 単身世帯: 25.4% - 65歳以上の老人1人暮らし: 12.2% - 平均構成人数 - 世帯: 2.55人 - 家族: 3.09人 収入と家計 - 収入の中央値 - 世帯: 54,829米ドル - 家族: 65,483米ドル - 性別 - 男性: 44,192米ドル - 女性: 32,152米ドル - 人口1人あたり収入: 24,827米ドル - 貧困線以下 - 対人口: 5.3% - 対家族数: 3.7% - 18歳未満: 5.4% - 65歳以上: 7.4% |

雑誌フォーブスの2009年版で、ピーボディはアメリカ合衆国の中で住みたい都市第14位に挙げられた。

## 経済
市内の主要雇用主
- アナロジック・コーポレーション

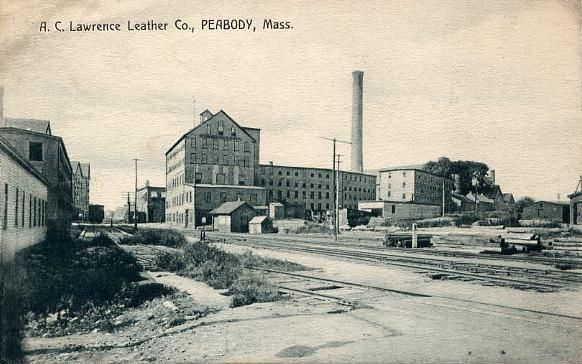
A・C・ローレンス Co.、1910年頃

- ビーコン・ルーフィング・サプライ, Inc.　本社
- ボストン・アコースティックス
- クリスチャン・ブック・ディストリビューターズ
- 日本電子 USA
- ラヒー病院 & 医療センター（元ラヒー・クリニック）
- ノースショア・モール
- ルースロット・ゼラチン、元コダックイーストマン・ゼラチン事業部
- サッカニー
- UTC エアロスペース・システムズ、元ウォルバー・メタルズ・グッドリッチ

## 教育
ピーボディ退役兵記念高校は9年生から12年生を教える公立高校である。2008年4月時点での生徒数1,898人、教師数146人である。
ビショップ・フェンウィック高校は小さなカトリック系高校であり、セイラム、ダンバース、ビバリーとの境界近くにある。
J・ヘンリー・ヒギンズ中学校は6年生から8年生を教える公立中学校である。
コブナント・クリスチャン・アカデミーは、幼稚園前から12年生に対応するキリスト教の古典的準備学校であり、2005年にウェストピーボディの元ジョン・F・ケネディ高校の跡に移転した。マサチューセッツ州東部45以上の市町から生徒を受け入れている。
セントジョン・ザ・バプテスト学校は私立カトリック系学校であり、8年生までを教えている。

## 交通
ピーボディは州間高速道路95号線、マサチューセッツ州道128号線、アメリカ国道1号線が交差するところである。州間高速道路95号線とマサチューセッツ州道128号線は国道1号線と交差した後で分離し、95号線は北に、128号線は東のグロスター市やアン岬に行く。州道114号線は市の砲塔隅を掠め、ダンバースからセイラムに向かい、ノースショア・モールに隣接する州道128号線出口25で交差する。州道35号線は州道114号線のセイラムに入る半マイル (800  m) が南端である。
マサチューセッツ湾交通局のバス便は数本の定期路線が市内を走っている。ローガン・イクスプレスも国道1号線に停留所がある。スプリングフィールド・ターミナル鉄道が市内を走り、リンフィールドからダンバースに向かう線と、ミドルトンからセイラムに向かう線があるが、後者はほとんど廃線になっている。最寄りの通勤鉄道駅はマサチューセッツ湾交通局通勤線ニューベリーポート/ロックポート線のセイラム駅であり、ボストンの北駅に通勤できる。最寄りの空港はビバリー市民空港であり、国内・国際便を利用できるのはボストンのジェネラル・エドワード・ローレンス・ローガン国際空港がある。

## 著名な出身者
- マシュー・ブルーム、プロレスラー
- マーサ・コーリー, セイラム魔女裁判の犠牲者
- ジョージ・ピーボディ、商人、慈善事業家、ピーボディ市の名前のもと
- ジョン・テューダー、メジャーリーグベースボール選手、ボストン・レッドソックス他
- ジャック・ウェルチ、工業資本家、ゼネラル・エレクトリック社の最高経営責任者